# 스미코구라시
스미코구라시(일본어: すみっコぐらし, 중국어: 角落生物)는 2012년 9월 일본 산엑스에서 만든 의인화(擬人化)된 캐릭터이다. 그들은 구석에 숨어있는 것을 좋아한다. 스미코구라시는 추위를 무서워하는 시로쿠마, 자신감이 없는 펭귄?, 겁이 많은 네코, 자존감이 낮은 톤카츠 튀김 등 불완전한 캐릭터들로 시루어져 있다. 그들의 캐릭터 설정은 주로 내성적이고, 마치 세상의 소외된 사람들을 위로하듯이 각자의 부족함과 어려움이 있는 사람들은 연민과 울림을 받을 수 있다.

## 스미코(すみっコ)
- 시로쿠마(しろくま,白熊)
- 펭귄?(ぺんぎん?)
- 톤카츠(とんかつ)
- 네코(ねこ,貓):
- 토카게(とかげ)

## 미닛코(みにっコ)
- 후로시키(ふろしき)
- 잣소(ざっそう)
- 에비후라이노싯포(えびふらいのしっぽ)
- 타피오카(たぴおか)
- 블랙 타피오카(ブラックたぴおか)
- 호코리(ほこり)
- 스즈메(すずめ)
- 오바케(おばけ):
- 니세츠무리(にせつむり):
- 야마(やま)
- 오니기리(おにぎり)

## 우밋코(うみっコ)
- 펭귄(진짜)(ぺんぎん(本物))
- 후로시키(보더)(ふろしき(ボーダー))
- 쿠마노미(くまのみ)
- 히토데(ひとで)
- 우미가메(うみがめ)
- 하리센본(はりせんぼん)
- 우미네코(うみねこ)
- 쿠라게(くらげ)